# Гусарский государственный лезгинский драматический театр
Гусарский государственный лезгинский драматический театр — азербайджанский театр, созданный в 1992 году в Гусарском районе.

## История
Гусарский государственный лезгинский драматический театр был основан 3 июля 1992 года в соответствии с Решением № 374 Кабинета Министров Азербайджанской Республики и Приказом № 177 Министерства культуры Азербайджанской Республики от 26 июля 1992 года. Театр разместился в здании Дома культуры Гусарского района. Официальное открытие театра состоялось 3 апреля 1993 года постановкой пьесы А. Фигейредо «Эзоп».

## Деятельность
В 2000 году на должность директора театра был назначен Рахимхан Караханов. Он занимался переводом произведений азербайджанских авторов, таких как Абдуррагим-бек Ахвердиев, Джалил Мамедкулизаде, Исмаил Шихли, Сабит Рахман, Эльчин, Фуад Мустафа, Исмаил Маликзаде, Анар и других на лезгинский язык, а также ставил спектакли по этим произведениям и выступал в качестве актера.
За этот период было поставлено 55 новых спектаклей, среди которых «Ага Керим хан Ардебили» Н. Б. Везирова, «Скупой» С. С. Ахундова (государственный заказ 2007), «Ложь» С. Рахмана, «В хрустальном дворце», «Наши странные судьбы», «Семья Атаевых» И. Эфендиева, «Убийца» и «Мой муж сумасшедший» Эльчина, «Не осуждайте меня» Хидаята, «Две его ребра» и «Богатая женщина» Абдуллы Амирли, «Имам Шамиль» А. Самедли, «Горный цветок» М. Али-заде, «Земляки» А. Мамедова и другие. В 2010 году было запланировано постановку пьесы Н. Б. Везирова «Попробуешь гусиного мяса, узнаешь его вкус» в рамках государственного заказа.
В 2006 году, по ходатайству Министерства культуры и туризма Азербайджана, Рахимхан Караханов был удостоен звания «Заслуженный работник культуры Азербайджанской Республики».
Гусарский театр успешно принял участие в Национальном театральном фестивале 14 мая, представив спектакль «Богатая женщина» Абдуллы Амирли.
В настоящее время в театре работает 63,5 сотрудника по штатному расписанию, из которых 5 человек составляют руководство, 22 — актерский состав, 8 — творческий состав, и 28,5 — технический персонал. Театром руководит Фаиг Гардашов.